# Lauren Holtkamp-Sterling
Lauren Holtkamp-Sterling (Lauren Holtkamp) est une arbitre américaine de basket-ball née le 24 novembre 1980 à Jefferson City, dans le Missouri.
Elle officie en National Basketball Association (NBA) entre novembre 2014 et 13 décembre 2023.

## Biographie

### Jeunesse et études
Lauren Holtkamp-Sterling naît le 24 novembre 1980 à Jefferson City, dans le Missouri aux États-Unis,.
Elle étudie à l'université Drury à Springfield où elle obtient une licence en administration des affaires en 2003 et une maîtrise en communication en 2004. Elle fait partie de l'équipe de basket-ball de l'université. Avec elle, les Lady Panthers atteignent le Sweet 16, les seizièmes de finale du tournoi NCAA de la Division II. Elle envisage une carrière d'aumônière tout en cherchant à rester en lien avec à son sport,. 
Le père d'une ancienne coéquipière l'invite à une réunion locale d'arbitrage et elle se lance en officiant lors de matchs d'écoles et collèges (high school) dans le Missouri. Cette expérience lui offre à la fois des revenus supplémentaires et une nouvelle manière de vivre sa passion pour le basket-ball.
Lauren Holtkamp-Sterling poursuit ses études en théologie l'université Emory d'Atlanta où elle obtiendra une maîtrise en 2010. Elle commence à travailler comme aumônière dans un hôpital et dans une prison pour femmes. L'arbitrage lui permet de trouver un équilibre dans sa vie car son travail la mobilise beaucoup psychologiquement.

### Carrière d'arbitre
En 2008, Lauren Holtkamp-Sterling rencontre Dee Kantner lors d'un match de la WNBA. Celle-ci la présente à George Toliver, qui dirige le programme de formation des arbitres de la NBA. Elle rejoint le programme de développement de la ligue et commence à arbitrer en NBDL (aujourd'hui la G-League) puis en WNBA. 
Lauren Holtkamp-Sterling officie durant les Summer League 2012 et 2013 de la NBA. Ce n'est qu'à ce moment qu'elle réalise que son expérience en tant que femme dans un environnement majoritairement masculin avait limité ses opportunités jusqu'ici. Tandis que ses collègues masculins pouvaient officier aussi bien dans des matchs masculins que féminins, elle n’avait initialement accès qu’aux matchs féminins,. Elle participe aux finales 2013 et 2014 de la NBA G League et aux finales de conférence 2014 de la WNBA. 
Lauren Holtkamp-Sterling est titularisée en NBA en 2014, en même temps que Dedric Taylor et Justin Van Duyne. Elle la troisième femme à arbitrer en NBA après Violet Palmer et Dee Kantner, titularisées en 1997. Lors de sa première saison, Chris Paul, meneur des Clippers de Los Angeles l'invective en conférence de presse pour la faute technique qu'elle lui a infligé durant le match,. La National Basketball Referees Association publie un communiqué en soutien à l'arbitre et condamnant les commentaires non professionnels du joueur. Chris Paul écope de 25 000 dollars d'amende. 
En couple avec Jonathan Sterling, un autre arbitre de la NBA, elle est en 2019 à son retour de congés maternité, la première mère à arbitrer un match. À son retour de congés, elle pousse la ligue, qui a créé des vestiaires indépendants pour les femmes officielles, à prendre des dispositions particulières pour lui permettre d'allaiter son enfant,. 
Lauren Holtkamp-Sterling se retire en octobre 2024 pour des raisons de santé et notamment des problèmes aux genoux. Elle a officié lors de 214 matchs sous le maillot numéro 7,.

### Héritage
Tout comme Violet Palmer et Dee Kantner, Lauren Holtkamp-Sterling est considérée comme l'une pionnières de l'arbitrage de basket-ball, dans un environnement historiquement masculin,. Durant sa carrière, elle s'attache à accompagner les autres femmes arbitres. Elle constitue une communauté en créant des espaces d'échange et de discussion en ligne auxquels participent notamment Natalie Sago, Ashley Moyer-Gleich, Jenna Schroeder, et Simone Jelks. 
Selon Monty McCutchen, vice-président de la NBA chargé des arbitres, « Lauren Holtkamp-Sterling a joué un rôle prépondérant pour faire tomber les croyances et les barrières qui ont permis à un plus grand nombre de personnes de se voir sous l'angle de « moi aussi, je peux le faire » ».
Elle est introduite au Hall of Fame de l'université Drury le 2 décembre 2017.